# Alison dos Santos
Alison Brendom Alves dos Santos (São Joaquim da Barra, 3 de junho de 2000), conhecido como Piu, é um atleta brasileiro especialista nos 400 m c/ barreiras, medalhista olímpico, campeão mundial e pan-americano e o terceiro melhor atleta do mundo na modalidade em termos de marca obtida.

## Carreira
Com apenas dezenove anos de idade participou dos Jogos Pan-Americanos de 2019 realizados em Lima, no Peru, onde venceu a prova dos 400 m c/ barreiras batendo seu recorde pessoal, com o tempo de 48s46. Foi o quarto melhor tempo do mundo naquele ano, e com isso classificou-se para as Olimpíadas de Tóquio 2020. Ele já havia ganho o ouro na mesma prova, na Universíade de Verão de 2019, semanas antes.
No mesmo ano, no Campeonato Mundial de Atletismo de 2019, em Doha, Catar, venceu a semifinal da prova com o tempo de 48s35, batendo novamente seu recorde pessoal e indo para a final com o segundo melhor tempo geral. A última vez que um brasileiro havia chegado à final desta prova em Mundiais foi com Eronilde Araújo, em 1999. Na final, novamente quebrou seu recorde pessoal, terminando na 7ª colocação, com o tempo de 48s28, a apenas 0,25s do medalhista de bronze.
Em abril de 2021, quebrou o recorde brasileiro sub23 com o tempo de 48s15 em Des Moines (Estados Unidos). Em 9 de maio de 2021, quebrou o recorde sul-americano, que pertencia desde 2005 ao atleta panamenho Bayano Al Kamani (47.84), obtendo a marca de 47s68 na etapa Mt.Sac do Continental Athletics Tour, na Califórnia, nos Estados Unidos. No mesmo mês quebrou novamente o recorde sul-americano com o tempo de 47s57, em Doha, no Catar, etapa da Diamond League, ficando em 3º lugar no ranking mundial e como o 22º melhor corredor da prova de todos os tempos.
Em julho de 2021 quebrou novamente seu recorde sul-americano e por duas vezes. A primeira no dia 1° de julho quando obteve a marca de 47s38, ficando com a medalha de prata na etapa de Oslo da Diamond League, ficando atrás apenas do norueguês Karsten Warholm, que na oportunidade bateu o recorde mundial da prova com o tempo de 46s70. Três dias depois venceu a etapa de Estocolmo, novamente estabelecendo melhor marca sul-americana, com o tempo de 47s34. Esta marca o colocou como o 14°. melhor de todos os tempos na história da prova, além de ser a terceira melhor marca do ano, atrás apenas do recordista mundial Warholm e do norte-americano Rai Benjamin (46s83), que, junto com o qatari Abderrahman Samba — que correu a prova em 46s98 em 2018 — apareciam como os maiores rivais de Alison na briga pelas medalhas nos Jogos de Tóquio 2020.

### Tóquio 2020

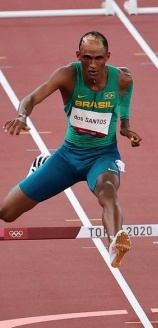
Alison em Tóquio 2020

Em Tóquio 2020, Alison classificou-se para a final quebrando novamente o recorde sul-americano com a marca de 47s31. Na final ele obteve a medalha de bronze, quebrando por larga margem o próprio tempo com a marca de 46s72 (baixou seu tempo em 0,6 segundo). Warholm baixou o próprio recorde mundial em quase 0,8s –  45s94 — tornando-se o primeiro homem a correr a prova em menos de 46s, e Benjamin bateu o recorde das Américas também por 0,8s — 46s17 — fazendo a segunda melhor marca do mundo. A prova foi a mais rápida da história dos 400 metros com barreiras, com os três medalhistas olímpicos obtendo os três melhores tempos já registrados, todos superando o antigo recorde mundial do norte-americano Kevin Young, conseguido em Barcelona 1992, que havia durado por quase 30 anos e só havia caído um mês antes das Olimpíadas. Alison passou a ser o terceiro mais rápido de todos os tempos nesta prova, com apenas 21 anos de idade.

### Ciclo olímpico
Em abril de 2022 fez a 2ª melhor marca brasileira da história nos 400m, 44s54, prova que não é sua especialidade. Em maio de 2022 conquistou a medalha de ouro nos 400m com barreiras na etapa Doha da Liga Diamante com o tempo de 47s24, derrotando Rai Benjamin. No final de junho, ele ganhou outra prova dos 400m com barreiras na Liga Diamante, agora na etapa de Estocolmo, com o tempo de 46s80, sua segunda melhor marca na carreira até o momento. 
Em 19 de julho de 2022, no Campeonato Mundial de Atletismo de 2022, ele quebrou o recorde sul-americano e o recorde do Campeonato Mundial nos 400 m com barreiras com o tempo de 46s29, tornando-se campeão mundial, derrotando Warholm e Benjamin. Foi o primeiro ouro masculino da história do Brasil em Mundiais, e apenas o segundo ouro de modo geral — o primeiro foi de Fabiana Murer em Daegu 2011. Alison ficou a 0,13s de bater o recorde das Américas de Benjamin e a 0,36s de bater o recorde mundial de Warholm, com 22 anos de idade.
Depois de um ano de 2023 prejudicado por lesões e sem resultados expressivos, começou a temporada de 2024, ano olímpico, com uma vitória na etapa de Doha da Diamond League, com a marca de 46.86, recorde da competição e a primeira vez em que correu a prova na casa dos 46s em dois anos. Em 30 de maio disputou e venceu a prova nos Bislett Games, a etapa da Liga em Oslo, Noruega, derrotando o recordista mundial Warholm em casa, com a marca de 46.63, melhor marca do mundo no ano.

### Paris 2024
Em Paris 2024, depois de passar por dificuldades nas fases eliminatórias, quando precisou esperar por tempo para avançar à final, ele conquistou sua segunda medalha de bronze olímpica, com o tempo de 47.26.
Em setembro, logos após os Jogos, conquistou o título da Diamond League 2024 vencendo a prova em 47.93 no Memorial Van Damme em Bruxelas, Bélgica.

## Vida pessoal
Aos dez meses de idade Alison sofreu um acidente doméstico com uma panela de óleo quente que deixou uma grande cicatriz em sua cabeça e outras menores no braço esquerdo e no peito. Devido a isso, ele possui uma falha no cabelo que lhe faz aparentar ter mais idade.